# Paratripyloides viviparus
Paratripyloides viviparus är en rundmaskart som först beskrevs av Nathan Augustus Cobb 1930.  Paratripyloides viviparus ingår i släktet Paratripyloides och familjen Tripyloididae. Inga underarter finns listade i Catalogue of Life.